# 加州大電鱝
加州大電鱝（學名：Tetronarce californica），又稱加州大電鰩，為軟骨魚綱電鰩目電鰩科大電鱝屬的一種。該物種由加州科學院首任魚類學館長、美國魚類學家威廉·奧維爾·艾爾斯(William Orville Ayres) 描述，並以美國加州命名，分布於東太平洋加拿大不列顛哥倫比亞省迪克森至墨西哥下加利福尼亞州塞巴斯蒂安維茲卡伊諾灣海域，深度0至906公尺，本魚身體柔軟、鬆弛，沒有真皮小齒，有一個橢圓形的胸鰭盤，寬度約為長度的1.2倍，前緣近乎筆直，一對腎形電器官在皮膚下可見，眼睛小，眼後是邊緣光滑的氣孔，氣孔到吻尖的距離約為氣孔間距離的1.8倍，鼻孔之間有一層皮膚，幾乎到達嘴巴，嘴角呈拱形，有深深的皺紋，嘴巴與吻尖之間的距離約等於嘴巴的寬度，是鼻孔之間距離的三倍，上齒列25-28列，下齒列19-26列，每顆牙齒微小而光滑，有一個鋒利的牙尖，有兩個背鰭，第一個背鰭的大小是第二個背鰭的兩倍多，並且位於腹鰭的對面。尾巴短而粗壯，尾鰭成三角形，後緣幾乎是筆直，體色呈深灰色、板岩色或棕色，有時帶有黑色小斑點，隨著年齡的增長，數量會增加，腹面是白色，雄魚已知的最大長度為0.9公尺，雌魚為1.4公尺，體重可達41公斤，壽命可達16年，棲息大陸棚邊緣的在海藻床、岩石周圍的沙泥底質水域，單獨活動，因具有相當大的油性肝臟和低密度組織，幾乎具有中性浮力，可以毫不費力地在水柱中盤旋，屬肉食性，在夜間捕食，以硬骨魚類, 主要以鯡魚與大比目魚為食，體具有發電器官，用來防禦或捕食，成對電器官源自肌肉，約佔其總重量的15%，卵胎生，全年皆可繁殖，雄魚顯然每年都能交配，雌魚則每隔一年交配一次，妊娠期未知，據報道，雌魚每次可生產17至20尾幼魚。

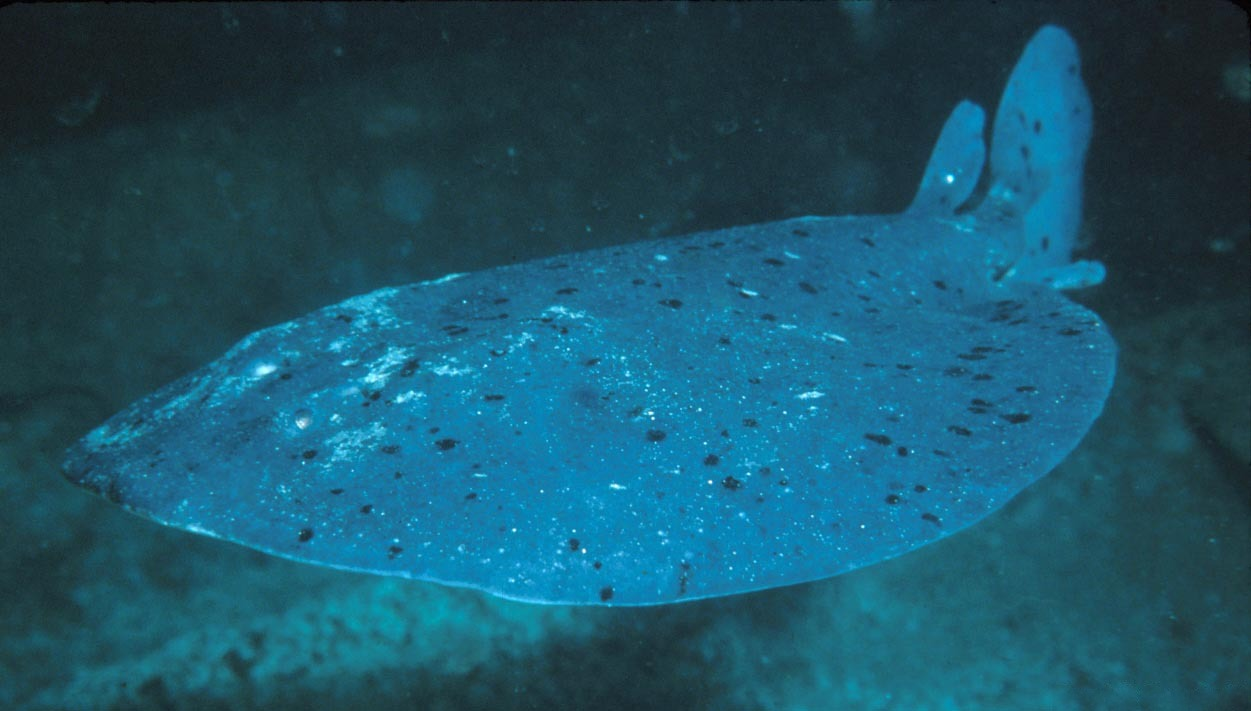
加州大電鱝表面有黑點